# Olimpiadi degli scacchi del 2018
Le Olimpiadi degli scacchi del 2018 si sono svolte a Batumi, in Georgia, dal 23 settembre al 7 ottobre. Sono state la 43ª edizione ufficiale organizzata dalla FIDE, e comprendevano un torneo open e uno femminile.
Entrambi i tornei sono stati vinti dalla Cina per spareggio tecnico.

## Scelta della sede
La scelta della sede delle Olimpiadi è stata effettuata durante le Olimpiadi del 2014, contestualmente alla scelta della sede della Coppa del Mondo di scacchi 2017. Le nazioni candidate ad ospitare i due eventi erano la Georgia e il Sudafrica; la prima proponeva Batumi per le Olimpiadi e Tbilisi per la Coppa del Mondo, mentre il Sudafrica ha candidato Città del Capo per le Olimpiadi e Sun City per la Coppa del Mondo.
La candidatura della Georgia ha prevalso per 83 voti contro 58.

## Formato e regolamento
Entrambi i tornei sono disputati con il sistema svizzero, sulla lunghezza di 11 turni; è stato osservato un unico giorno di riposo, il 29 settembre, dopo il 5º turno. La classifica è stata determinata dai match points (2 punti per la vittoria di squadra, 1 per il pareggio, 0 per la sconfitta); in caso di parità, i criteri di spareggio sono stati (in sequenza) il punteggio Sonneborn-Berger, i game points (totale dei punti ottenuti dai membri della squadra) e infine la somma dei match points ottenuti dagli avversari, escludendo la squadra con il minor numero di punti.
Ogni incontro è stato disputato sulle quattro scacchiere; le squadre potevano essere formate da un massimo di cinque giocatori.
Il tempo di riflessione è di 90 minuti per 40 mosse, più 30 minuti per finire, più 30 secondi a mossa di incremento a partire dalla prima mossa.

## Partecipanti
Le seguenti rappresentative parteciparono ad entrambi i tornei:
- Albania
- Algeria
- Angola
- Antille Olandesi
- Argentina
- Armenia
- Aruba
- Australia
- Austria
- Azerbaigian
- Bahamas
- Bangladesh
- Barbados
- Belgio
- Bermuda
- Bielorussia
- Bolivia
- Bosnia ed Erzegovina
- Botswana
- Brasile
- Burundi
- Camerun
- Canada
- Cile
- Cina
- Colombia
- Corea del Sud
- Costa d'Avorio
- Costa Rica
- Croazia
- Cuba
- Danimarca
- Ecuador
- Egitto
- El Salvador
- Emirati Arabi Uniti
- Estonia
- Etiopia
- Filippine
- Finlandia
- Francia
- Gabon
- Galles
- Gambia
- Georgia[6]
- Germania
- Ghana
- Giamaica
- Giappone
- Gibuti
- Giordania
- Grecia
- Guatemala
- Guyana
- Honduras
- Hong Kong
- ICCD
- India
- Indonesia
- Inghilterra
- IPCA
- Iran
- Iraq
- Irlanda
- Islanda
- Israele
- Italia
- Kazakistan
- Kenya
- Kirghizistan
- Kosovo
- Kuwait
- Lesotho
- Lettonia
- Lituania
- Lussemburgo
- Macedonia
- Madagascar
- Malawi
- Malaysia
- Maldive
- Malta
- Marocco
- Mauritius
- Messico
- Moldavia
- Monaco
- Mongolia
- Montenegro
- Mozambico
- Namibia
- Nepal
- Nicaragua
- Nigeria
- Norvegia
- Nuova Zelanda
- Paesi Bassi
- Pakistan[7]
- Palau
- Palestina
- Panama
- Paraguay
- Perù
- Polonia
- Porto Rico
- Portogallo
- Rep. Ceca
- Rep. Centrafricana
- Rep. Dominicana
- Romania
- Ruanda
- Russia
- São Tomé e Príncipe
- Scozia
- Senegal
- Serbia
- Seychelles
- Sierra Leone
- Singapore
- Siria
- Slovacchia
- Slovenia
- Spagna
- Sri Lanka
- Stati Uniti
- Sudafrica
- Sudan
- Suriname
- Svezia
- Svizzera
- eSwatini
- Tagikistan
- Taipei cinese
- Tanzania
- Thailandia
- Togo
- Trinidad e Tobago
- Tunisia
- Turchia
- Turkmenistan
- Ucraina
- Uganda
- Ungheria
- Uruguay
- Uzbekistan
- Venezuela
- Vietnam
- Zambia
- Zimbabwe

Al solo torneo open parteciparono inoltre:
- Afghanistan
- Andorra
- Antigua e Barbuda
- Arabia Saudita
- Bahrein
- Birmania
- Brunei
- Capo Verde
- Cipro
- Eritrea
- Fær Øer
- Guam
- Guernsey
- Haiti
- IBCA
- Isole Vergini Americane
- Jersey
- Libano
- Liberia
- Libia
- Liechtenstein
- Macao
- Mali
- Mauritania
- Nauru
- Oman
- Papua Nuova Guinea
- Rep. del Congo
- Qatar
- San Marino
- Somalia
- Sudan del Sud
- Timor Est
- Yemen

## Torneoopen
Al torneo open hanno partecipato 185 squadre in rappresentanza di 180 nazioni; la Georgia, come nazione ospitante, ha schierato tre squadre, mentre l'International Braille Chess Association (IBCA), l'Associazione Internazionale Scacchi per disabili fisici (IPCA: International Physically Disabled Chess Association) e l'Associazione Internazionale Scacchi silenziosi (ICCD: International Chess Committee of the Deaf) hanno partecipato ognuna con una squadra.
Il torneo è stato vinto dalla Cina, che ha superato per spareggio tecnico gli Stati Uniti (con cui ha pareggiato all'ultimo turno) e la Russia.

### Risultati assoluti
| Pos. | Squadra     | Scacchiere             | Scacchiere             | Scacchiere             | Scacchiere          | Scacchiere          | Seed | Elo  | V | P | S | Punti | S-B   |
| Pos. | Squadra     | Prima                  | Seconda                | Terza                  | Quarta              | Quinta (riserva)    | Seed | Elo  | V | P | S | Punti | S-B   |
| ---- | ----------- | ---------------------- | ---------------------- | ---------------------- | ------------------- | ------------------- | ---- | ---- | - | - | - | ----- | ----- |
|      | Cina        | Ding Liren             | Yu Yangyi              | Wei Yi                 | Bu Xiangzhi         | Li Chao             | 3    | 2756 | 8 | 2 | 1 | 18    | 372,5 |
|      | Stati Uniti | Fabiano Caruana        | Wesley So              | Hikaru Nakamura        | Samuel Shankland    | Ray Robson          | 1    | 2772 | 8 | 2 | 1 | 18    | 360,5 |
|      | Russia      | Sergej Karjakin        | Jan Nepomnjaščij       | Vladimir Kramnik       | Nikita Vitjugov     | Dmitrij Jakovenko   | 2    | 2764 | 8 | 2 | 1 | 18    | 354,5 |
| 4    | Polonia     | Jan-Krzysztof Duda     | Radosław Wojtaszek     | Kacper Piorun          | Jacek Tomczak       | Kamil Dragun        | 11   | 2673 | 7 | 3 | 1 | 17    | 390   |
| 5    | Inghilterra | Michael Adams          | Luke McShane           | David Howell           | Gawain Jones        | Nicholas Pert       | 9    | 2688 | 8 | 1 | 2 | 17    | 340   |
| 6    | India       | Viswanathan Anand      | Pentala Harikrishna    | Vidit Santosh Gujrathi | Baskaran Adhiban    | Krishnan Sasikiran  | 5    | 2724 | 7 | 2 | 2 | 16    | 341,5 |
| 7    | Vietnam     | Lê Quang Liêm          | Nguyen Ngoc Truong Son | Trần Tuấn Mihn         | MI Nguyễn Ánh Khoi  | Đào Thiên Hải       | 27   | 2576 | 6 | 4 | 1 | 16    | 326,5 |
| 8    | Armenia     | Levon Aronian          | Gabriel Sargissian     | Hrant Melkumyan        | Robert Hovhannisyan | Haik M. Martirosyan | 8    | 2688 | 7 | 2 | 2 | 16    | 371   |
| 9    | Francia     | Maxime Vachier-Lagrave | Étienne Bacrot         | Laurent Fressinet      | Romain Édouard      | Christian Bauer     | 7    | 2688 | 7 | 2 | 2 | 16    | 366   |
| 10   | Ucraina     | Vasyl' Ivančuk         | Pavlo El'janov         | Jurij Kryvoručko       | Ruslan Ponomarëv    | Anton Korobov       | 6    | 2698 | 7 | 2 | 2 | 16    | 337   |

#### Premi di categoria
Oltre alla classifica generale, le squadre sono state divise, sulla base del seed, in cinque gruppi; è stata premiata la prima classificata di ogni gruppo (ad esclusione di quelle già premiate con le medaglie).
|          | Squadra       | Pos. | Seed | Elo  | Punti | S-B   |
| -------- | ------------- | ---- | ---- | ---- | ----- | ----- |
| Gruppo A | Polonia       | 4    | 11   | 2673 | 17    | 390   |
| Gruppo B | Egitto        | 19   | 40   | 2536 | 15    | 298,5 |
| Gruppo C | Ecuador       | 38   | 78   | 2337 | 14    | 229,5 |
| Gruppo D | Afghanistan   | 80   | 143  | 1970 | 12    | 187,5 |
| Gruppo E | Sudan del Sud | 116  | 158  | 1777 | 10    | 166,5 |

### Risultati individuali
Le medaglie individuali sono state assegnate ai migliori giocatori di ogni scacchiera con le tre migliori prestazioni Elo con almeno otto partite giocate, considerando come eventuale spareggio la percentuale di punti ottenuti.
|                             | Giocatore              | Prestazione      | Punti            | Partite          | %                |
| Prima scacchiera            | Prima scacchiera       | Prima scacchiera | Prima scacchiera | Prima scacchiera | Prima scacchiera |
| --------------------------- | ---------------------- | ---------------- | ---------------- | ---------------- | ---------------- |
|                             | Ding Liren             | 2873             | 5,5              | 8                | 68,8             |
|                             | Fabiano Caruana        | 2859             | 7                | 10               | 70,0             |
|                             | Anish Giri             | 2814             | 8,5              | 11               | 77,3             |
| Seconda scacchiera          |                        |                  |                  |                  |                  |
|                             | Nguyen Ngoc Truong Son | 2804             | 8,5              | 10               | 85,0             |
|                             | Jan Nepomnjaščij       | 2790             | 7,5              | 10               | 75,0             |
|                             | Teymur Rəcəbov         | 2788             | 7                | 10               | 70,0             |
| Terza scacchiera            |                        |                  |                  |                  |                  |
|                             | Jorge Cori             | 2925             | 7,5              | 8                | 93,8             |
|                             | Vladimir Kramnik       | 2770             | 6,5              | 9                | 72,2             |
|                             | Kacper Piorun          | 2765             | 6,5              | 9                | 72,2             |
| Quarta scacchiera           |                        |                  |                  |                  |                  |
|                             | Daniel Fridman         | 2814             | 7,5              | 9                | 83,3             |
|                             | Jacek Tomczak          | 2808             | 5,5              | 7                | 78,6             |
|                             | Bu Xiangzhi            | 2774             | 7,5              | 10               | 75,0             |
| Quinta scacchiera (riserva) |                        |                  |                  |                  |                  |
|                             | Anton Korobov          | 2773             | 6,5              | 8                | 81,3             |
|                             | Il'ja Smiryn           | 2746             | 7,5              | 9                | 83,3             |
|                             | Christian Bauer        | 2743             | 7                | 9                | 77,8             |

#### Medaglie individuali per nazione
| Nazione     |   |   |   | Totali |
| ----------- | - | - | - | ------ |
| Cina        | 1 | 0 | 1 | 2      |
| Vietnam     | 1 | 0 | 0 | 1      |
| Perù        | 1 | 0 | 0 | 1      |
| Germania    | 1 | 0 | 0 | 1      |
| Ucraina     | 1 | 0 | 0 | 1      |
| Russia      | 0 | 2 | 0 | 2      |
| Polonia     | 0 | 1 | 1 | 2      |
| Stati Uniti | 0 | 1 | 0 | 1      |
| Israele     | 0 | 1 | 0 | 1      |
| Paesi Bassi | 0 | 0 | 1 | 1      |
| Azerbaigian | 0 | 0 | 1 | 1      |
| Francia     | 0 | 0 | 1 | 1      |

## Torneo femminile
Al torneo femminile hanno partecipato 151 squadre, in rappresentanza di 146 nazioni; la Georgia, come nazione ospitante, ha schierato tre squadre, l'Associazione Internazionale Scacchi per disabili fisici (IPCA: International Physically Disabled Chess Association) e l'Associazione Internazionale Scacchi silenziosi (ICCD: International Chess Committee of the Deaf) hanno partecipato ognuna con una squadra.
Il torneo è stato vinto dalla Cina, che ha superato per spareggio tecnico l'Ucraina, mentre la medaglia di bronzo è stata vinta dalla Georgia.

### Risultati assoluti
| Pos. | Squadra     | Scacchiere              | Scacchiere               | Scacchiere            | Scacchiere                  | Scacchiere             | Seed | Elo  | V | P | S | Punti | S-B   |
| Pos. | Squadra     | Prima                   | Seconda                  | Terza                 | Quarta                      | Quinta (riserva)       | Seed | Elo  | V | P | S | Punti | S-B   |
| ---- | ----------- | ----------------------- | ------------------------ | --------------------- | --------------------------- | ---------------------- | ---- | ---- | - | - | - | ----- | ----- |
|      | Cina        | GM Ju Wenjun            | MI Shen Yang             | GMF Huang Qian        | GM Lei Tingjie              | GMF Zhai Mo            | 3    | 2485 | 7 | 4 | 0 | 18    | 407   |
|      | Ucraina     | GM Anna Muzyčuk         | GM Marija Muzyčuk        | GM Anna Ušenina       | GM Natalja Žukova           | MI Julija Osmak        | 2    | 2505 | 7 | 4 | 0 | 18    | 395,5 |
|      | Georgia 1   | GM Nana Dzagnidze       | MI Lela Javakhishvili    | MI Nino Batsiashvili  | GM Bela Khotenashvili       | MI Meri Arabidze       | 4    | 2484 | 7 | 3 | 1 | 17    | 375   |
| 4    | Russia      | GM Aleksandra Kostenjuk | GM Aleksandra Gorjačkina | GM Valentina Gunina   | GMF Natal'ja Pogonina       | GMF Ol'ga Girja        | 1    | 2523 | 7 | 2 | 2 | 16    | 379,5 |
| 5    | Ungheria    | GM Hoang Thanh Trang    | MI Anita Gara            | GMF Ticia Gara        | GMF Nikoletta Lakos         | MIF Julianna Terbe     | 13   | 2344 | 7 | 2 | 2 | 16    | 372   |
| 6    | Armenia     | GM Elina Danielian      | MI Lilit Mkrtchian       | MFF Anna M. Sargsyan  | GMF Maria Kursova           | MIF Siranush Ghukasyan | 12   | 2353 | 7 | 2 | 2 | 16    | 366   |
| 7    | Stati Uniti | MI Anna Zatonskih       | GM Irina Krush           | GMF Tatev Abrahamyan  | GMF Sabina-Francesca Foisor | MF Jennifer Yu         | 10   | 2382 | 7 | 2 | 2 | 16    | 359,5 |
| 8    | India       | GM Humpy Koneru         | GM Harika Dronavalli     | MI Tania Sachdev      | MI Eesha Karavade           | MI Padmini Rout        | 5    | 2458 | 6 | 4 | 1 | 16    | 352,5 |
| 9    | Georgia 2   | MI Salome Melia         | GMF Inga Charkhalashvili | MI Sopio Gvetadze     | MI Sopiko Khukhashvili      | GMF Miranda Mikadze    | 14   | 2334 | 7 | 2 | 2 | 16    | 351,5 |
| 10   | Azerbaigian | MI Gunay Mammadzada     | GMF Zeinab Mamedyarova   | MIF Khanim Balajayeva | MI Gulnar Mammadova         | GMF Ulviyya Fataliyeva | 11   | 2369 | 6 | 4 | 1 | 16    | 347,5 |

#### Premi di categoria
Oltre alla classifica generale, le squadre sono state divise, sulla base del seed, in cinque gruppi; è stata premiata la prima classificata di ogni gruppo (ad esclusione di quelle già premiate con le medaglie).
|          | Squadra      | Pos. | Seed | Elo  | Punti | S-B   |
| -------- | ------------ | ---- | ---- | ---- | ----- | ----- |
| Gruppo A | Russia       | 4    | 1    | 2523 | 16    | 379,5 |
| Gruppo B | Uzbekistan   | 17   | 31   | 2251 | 15    | 316,5 |
| Gruppo C | Kirghizistan | 48   | 86   | 1816 | 13    | 213,5 |
| Gruppo D | El Salvador  | 66   | 94   | 1751 | 12    | 157,5 |
| Gruppo E | Kosovo       | 113  | 135  | 1210 | 9     | 138   |

### Risultati individuali
Le medaglie individuali sono state assegnate alle migliori giocatrici di ogni scacchiera con le tre migliori prestazioni Elo con almeno otto partite giocate, considerando come eventuale spareggio la percentuale di punti ottenuti.
|                             | Giocatrice            | Prestazione      | Punti            | Partite          | %                |
| Prima scacchiera            | Prima scacchiera      | Prima scacchiera | Prima scacchiera | Prima scacchiera | Prima scacchiera |
| --------------------------- | --------------------- | ---------------- | ---------------- | ---------------- | ---------------- |
|                             | Ju Wenjun             | 2661             | 7                | 9                | 77,8             |
|                             | Hoang Thanh Trang     | 2636             | 8,5              | 10               | 85,0             |
|                             | Nana Dzagnidze        | 2600             | 7,5              | 10               | 75,0             |
| Seconda scacchiera          |                       |                  |                  |                  |                  |
|                             | Marija Muzyčuk        | 2616             | 8                | 10               | 80,0             |
|                             | Irina Krush           | 2552             | 7,5              | 10               | 75,0             |
|                             | Aleksandra Gorjačkina | 2535             | 6,5              | 9                | 72,2             |
| Terza scacchiera            |                       |                  |                  |                  |                  |
|                             | Khanim Balajayeva     | 2522             | 7                | 9                | 77,8             |
|                             | Huang Qian            | 2459             | 7,5              | 11               | 68,2             |
|                             | Ana Matnadze          | 2442             | 7                | 9                | 77,8             |
| Quarta scacchiera           |                       |                  |                  |                  |                  |
|                             | Marina Brunello       | 2505             | 8,5              | 10               | 85,0             |
|                             | Lei Tingjie           | 2498             | 8,5              | 11               | 77,3             |
|                             | Bela Khotenashvili    | 2496             | 7                | 9                | 77,8             |
| Quinta scacchiera (riserva) |                       |                  |                  |                  |                  |
|                             | Alshaeby Boshra       | 2568             | 8                | 10               | 80,0             |
|                             | Ol'ga Girja           | 2511             | 7,5              | 9                | 83,3             |
|                             | Jennifer Yu           | 2407             | 8                | 11               | 72,7             |

#### Medaglie individuali per nazione
| Nazione     |   |   |   | Totali |
| ----------- | - | - | - | ------ |
| Cina        | 1 | 2 | 0 | 3      |
| Ucraina     | 1 | 0 | 0 | 1      |
| Azerbaigian | 1 | 0 | 0 | 1      |
| Italia      | 1 | 0 | 0 | 1      |
| Giordania   | 1 | 0 | 0 | 1      |
| Stati Uniti | 0 | 1 | 1 | 2      |
| Russia      | 0 | 1 | 1 | 2      |
| Ungheria    | 0 | 1 | 0 | 1      |
| Georgia     | 0 | 0 | 2 | 2      |
| Spagna      | 0 | 0 | 1 | 1      |

## Trofeo Nona Gaprindashvili
Il trofeo Nona Gaprindashvili viene aggiudicato alla nazione partecipante le cui squadre nel torneo open ed in quello femminile hanno ottenuto una migliore somma dei punti dei due tornei. In caso di parità la classifica viene formata attraverso la somma dei criteri dei singoli tornei.
| Pos. | Nazione     | Punti | Punti     | Punti  | S-B   |
| Pos. | Nazione     | open  | femminile | Totale | S-B   |
| ---- | ----------- | ----- | --------- | ------ | ----- |
|      | Cina        | 18    | 18        | 36     | 779,5 |
|      | Russia      | 18    | 16        | 34     | 734   |
|      | Ucraina     | 16    | 18        | 34     | 732,5 |
| 4    | Stati Uniti | 18    | 16        | 34     | 720   |
| 5    | India       | 16    | 16        | 32     | 740,5 |
| 6    | Armenia     | 16    | 16        | 32     | 737   |
| 7    | Polonia     | 17    | 15        | 32     | 714,5 |
| 8    | Francia     | 16    | 16        | 32     | 681,5 |
| 9    | Azerbaigian | 15    | 16        | 31     | 750   |
| 10   | Vietnam     | 15    | 16        | 31     | 718   |

## Medagliere
| Nazione     | Torneo open      | Torneo open      | Torneo open      | Torneo open          | Torneo open          | Torneo open          | Torneo femminile | Torneo femminile | Torneo femminile | Torneo femminile     | Torneo femminile     | Torneo femminile     | Totale | Totale | Totale | Totale |
| Nazione     | Torneo a squadre | Torneo a squadre | Torneo a squadre | Medaglie individuali | Medaglie individuali | Medaglie individuali | Torneo a squadre | Torneo a squadre | Torneo a squadre | Medaglie individuali | Medaglie individuali | Medaglie individuali | Totale | Totale | Totale | Totale |
| Nazione     |                  |                  |                  |                      |                      |                      |                  |                  |                  |                      |                      |                      |        |        |        |        |
| ----------- | ---------------- | ---------------- | ---------------- | -------------------- | -------------------- | -------------------- | ---------------- | ---------------- | ---------------- | -------------------- | -------------------- | -------------------- | ------ | ------ | ------ | ------ |
| Cina        | 1                | 0                | 0                | 1                    | 0                    | 1                    | 1                | 0                | 0                | 1                    | 2                    | 0                    | 4      | 2      | 1      | 7      |
| Ucraina     | 0                | 0                | 0                | 1                    | 0                    | 0                    | 0                | 2                | 0                | 1                    | 0                    | 0                    | 2      | 2      | 0      | 4      |
| Azerbaigian | 0                | 0                | 0                | 0                    | 0                    | 1                    | 0                | 0                | 0                | 1                    | 0                    | 0                    | 1      | 0      | 1      | 2      |
| Vietnam     | 0                | 0                | 0                | 1                    | 0                    | 0                    | 0                | 0                | 0                | 0                    | 0                    | 0                    | 1      | 0      | 0      | 1      |
| Perù        | 0                | 0                | 0                | 1                    | 0                    | 0                    | 0                | 0                | 0                | 0                    | 0                    | 0                    | 1      | 0      | 0      | 1      |
| Germania    | 0                | 0                | 0                | 1                    | 0                    | 0                    | 0                | 0                | 0                | 0                    | 0                    | 0                    | 1      | 0      | 0      | 1      |
| Italia      | 0                | 0                | 0                | 0                    | 0                    | 0                    | 0                | 0                | 0                | 1                    | 0                    | 0                    | 1      | 0      | 0      | 1      |
| Giordania   | 0                | 0                | 0                | 0                    | 0                    | 0                    | 0                | 0                | 0                | 1                    | 0                    | 0                    | 1      | 0      | 0      | 1      |
| Russia      | 0                | 0                | 1                | 0                    | 2                    | 0                    | 0                | 0                | 0                | 0                    | 1                    | 1                    | 0      | 3      | 2      | 5      |
| Stati Uniti | 0                | 1                | 0                | 0                    | 1                    | 0                    | 0                | 0                | 0                | 0                    | 1                    | 1                    | 0      | 3      | 1      | 4      |
| Polonia     | 0                | 0                | 0                | 0                    | 1                    | 1                    | 0                | 0                | 0                | 0                    | 0                    | 0                    | 0      | 1      | 1      | 2      |
| Israele     | 0                | 0                | 0                | 0                    | 1                    | 0                    | 0                | 0                | 0                | 0                    | 0                    | 0                    | 0      | 1      | 0      | 1      |
| Ungheria    | 0                | 0                | 0                | 0                    | 0                    | 0                    | 0                | 0                | 0                | 0                    | 1                    | 0                    | 0      | 1      | 0      | 1      |
| Georgia     | 0                | 0                | 0                | 0                    | 0                    | 0                    | 0                | 0                | 1                | 0                    | 0                    | 2                    | 0      | 0      | 3      | 3      |
| Paesi Bassi | 0                | 0                | 0                | 0                    | 0                    | 1                    | 0                | 0                | 0                | 0                    | 0                    | 0                    | 0      | 0      | 1      | 1      |
| Francia     | 0                | 0                | 0                | 0                    | 0                    | 1                    | 0                | 0                | 0                | 0                    | 0                    | 0                    | 0      | 0      | 1      | 1      |
| Spagna      | 0                | 0                | 0                | 0                    | 0                    | 0                    | 0                | 0                | 0                | 0                    | 0                    | 1                    | 0      | 0      | 1      | 1      |